# Loarre
Loarre est une commune d’Espagne, dans la province de Huesca, communauté autonome d'Aragon comarque de Hoya de Huesca.

## Lieux et monuments
- château de Loarre

## Galerie d'images

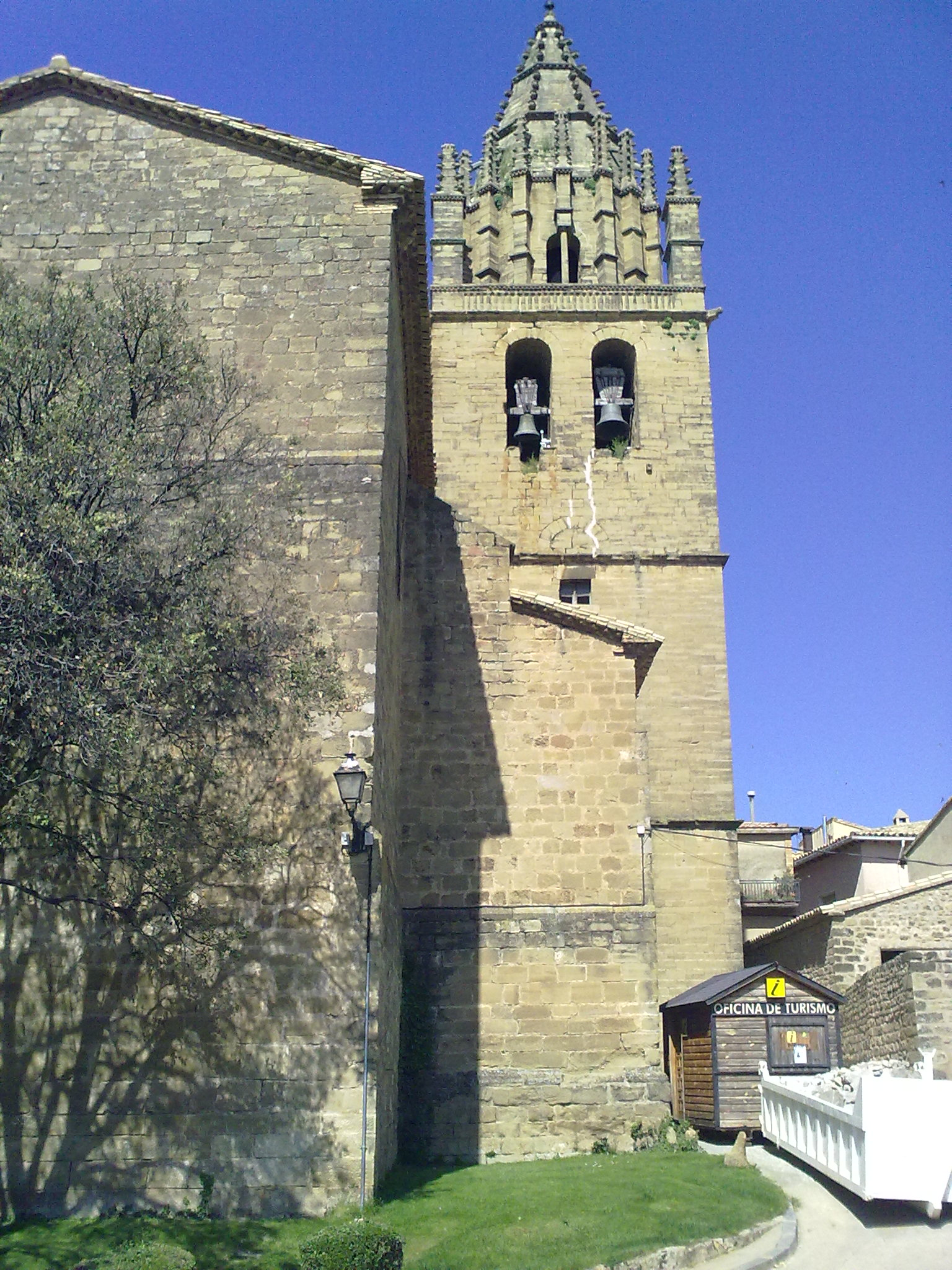
Loarre 1 Église.
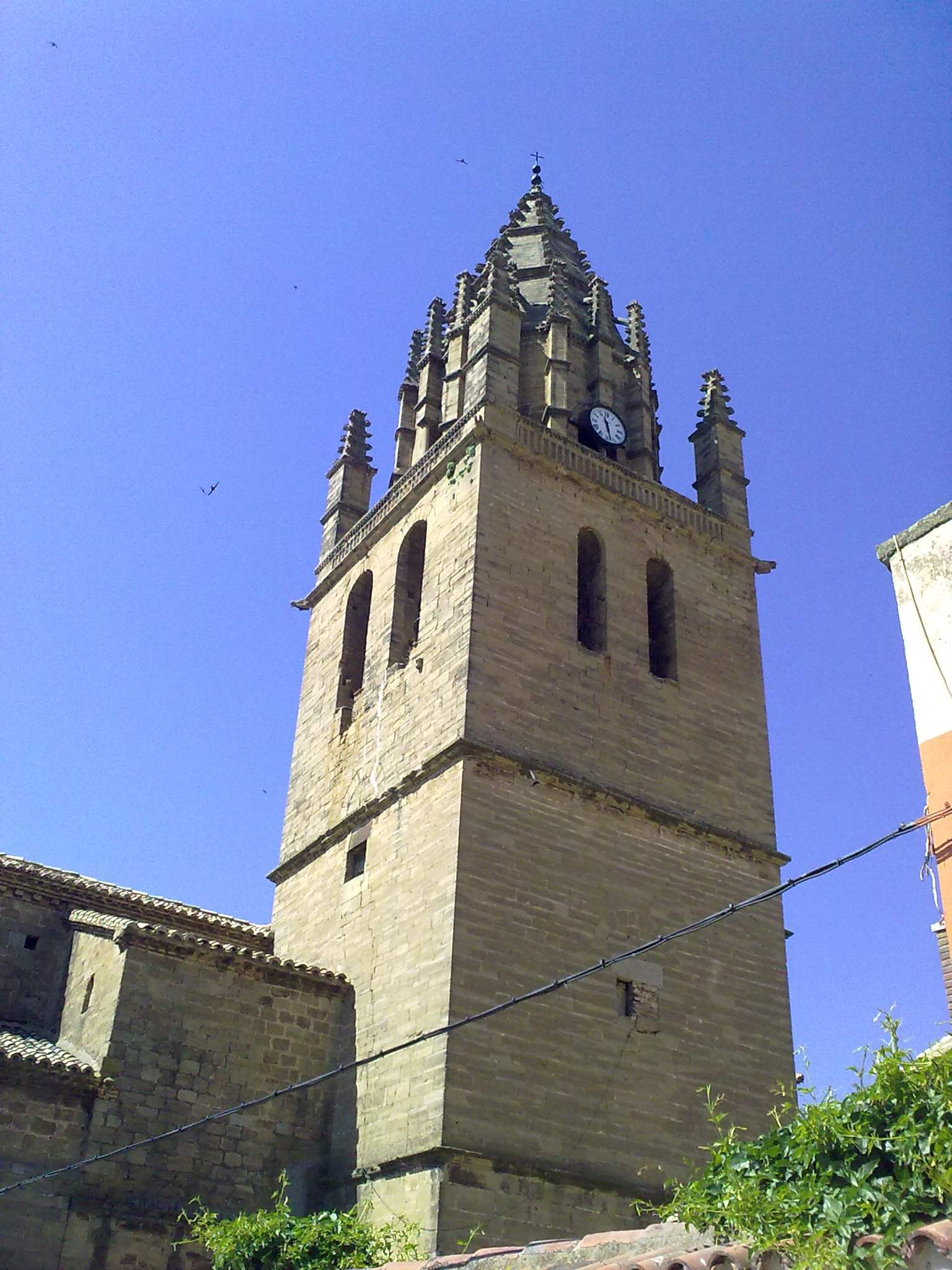
Loarre 2 Église.
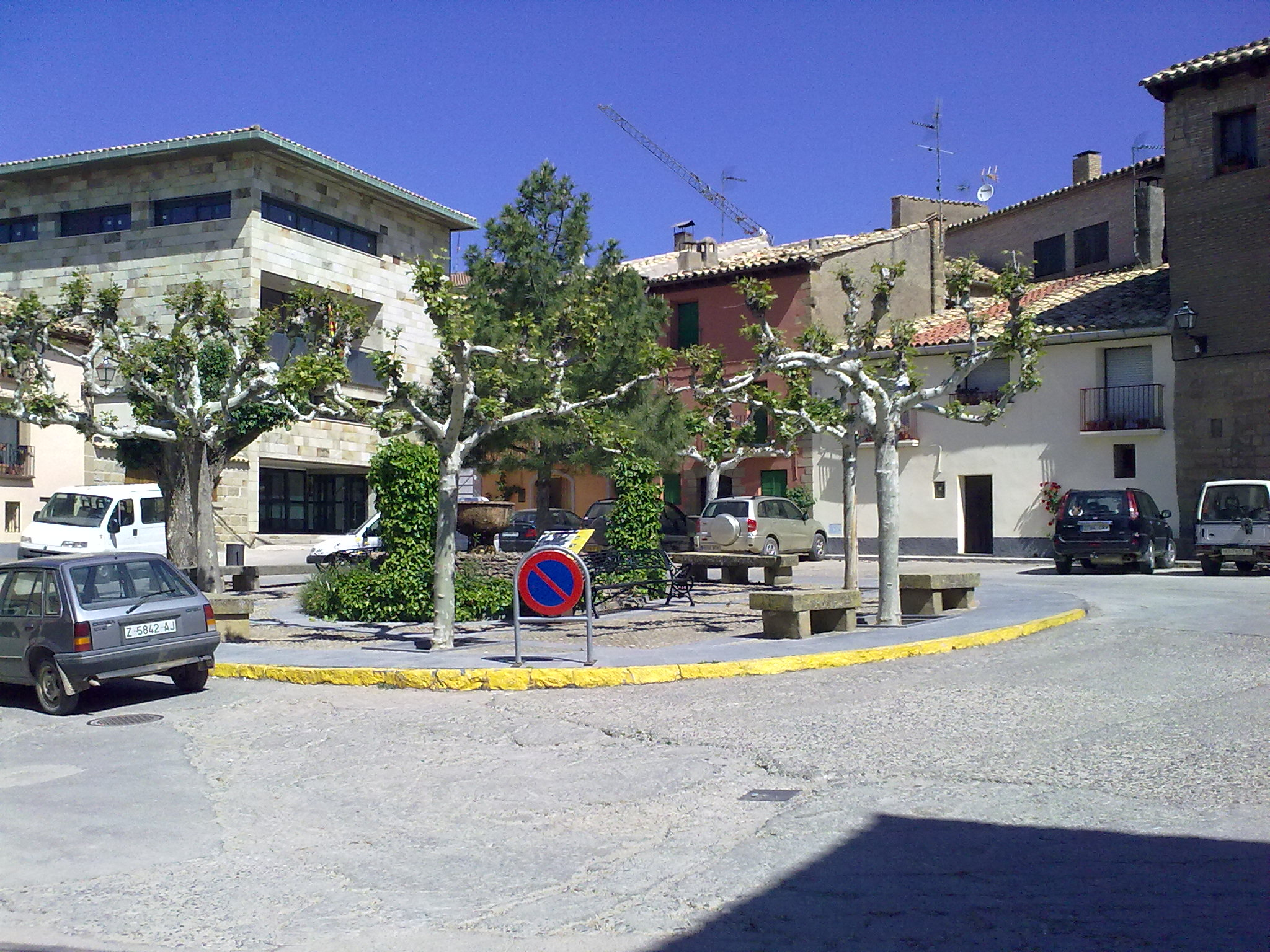
Loarre 3 Place centrale du village.
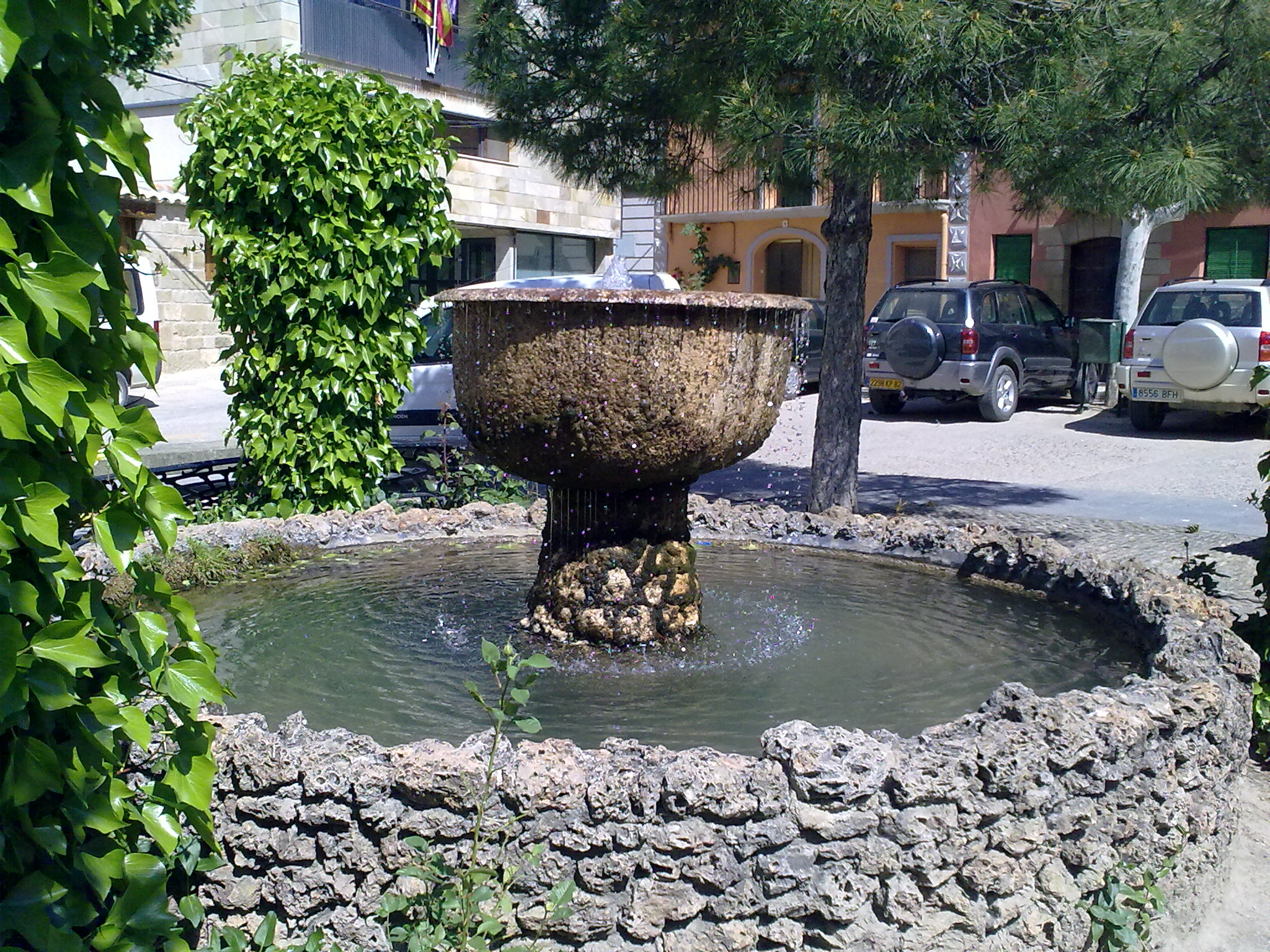
Loarre 4 Une fontaine.
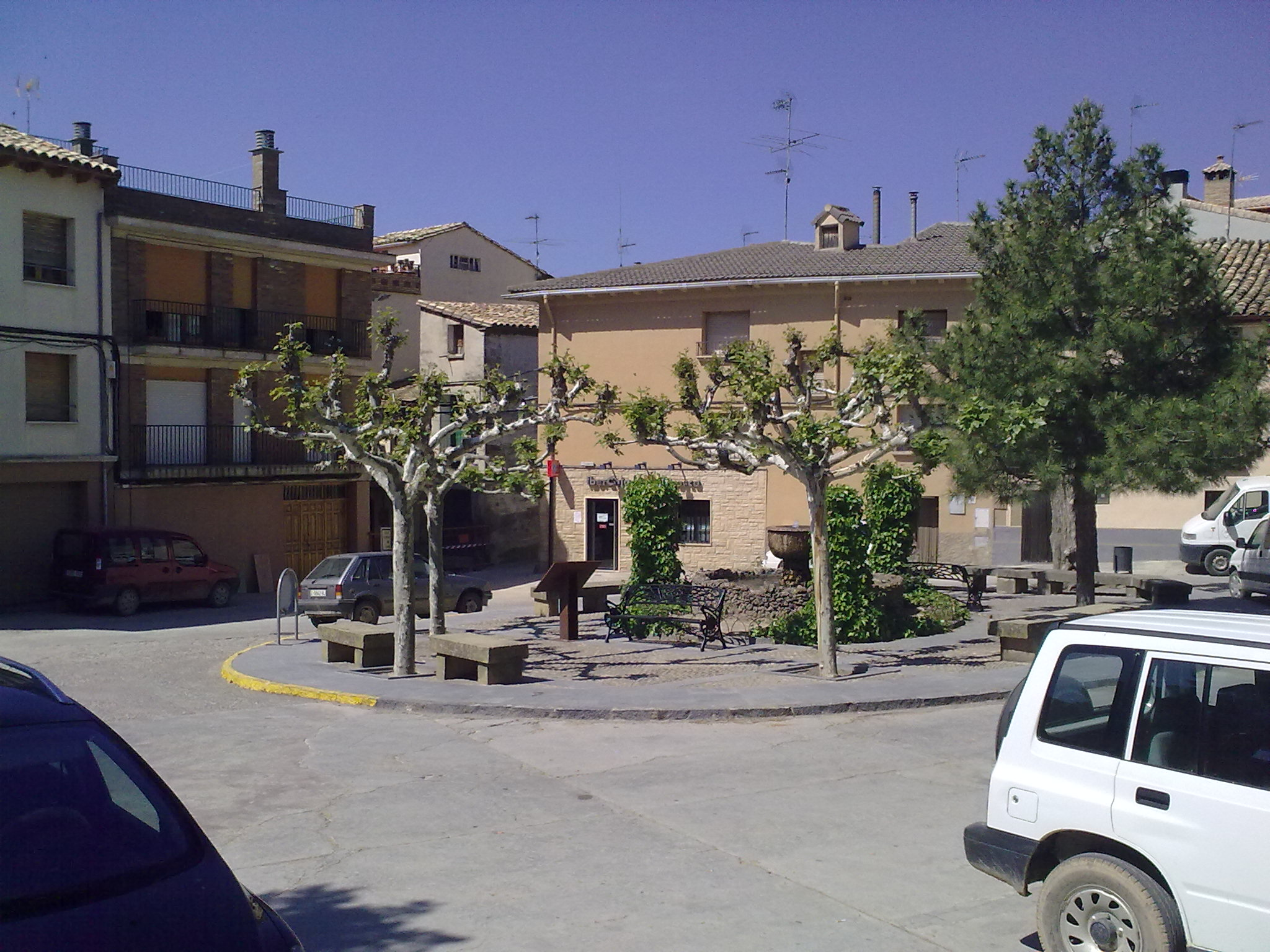
Loarre 5 Place centrale.
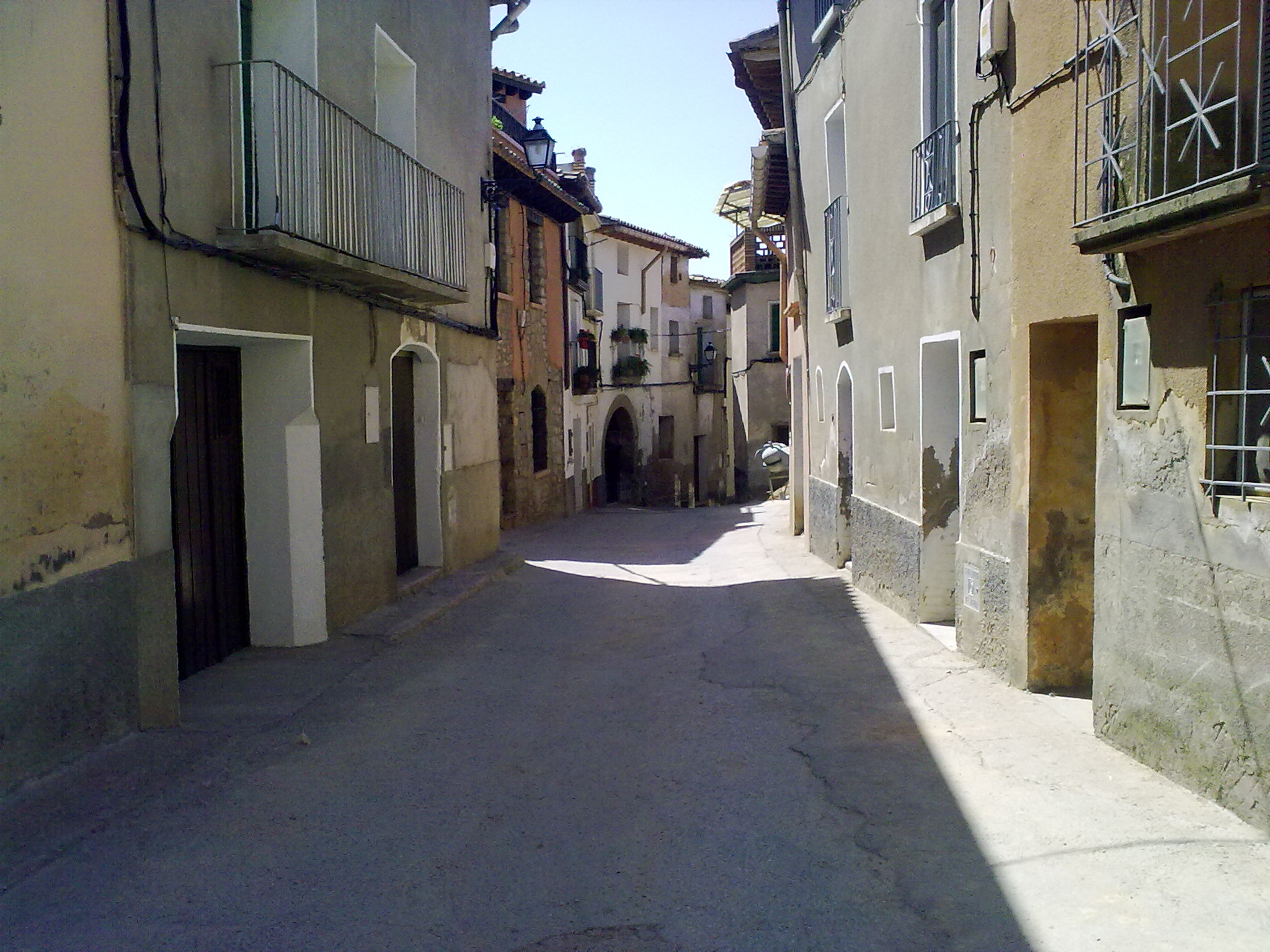
Loarre 6 Ruelles.
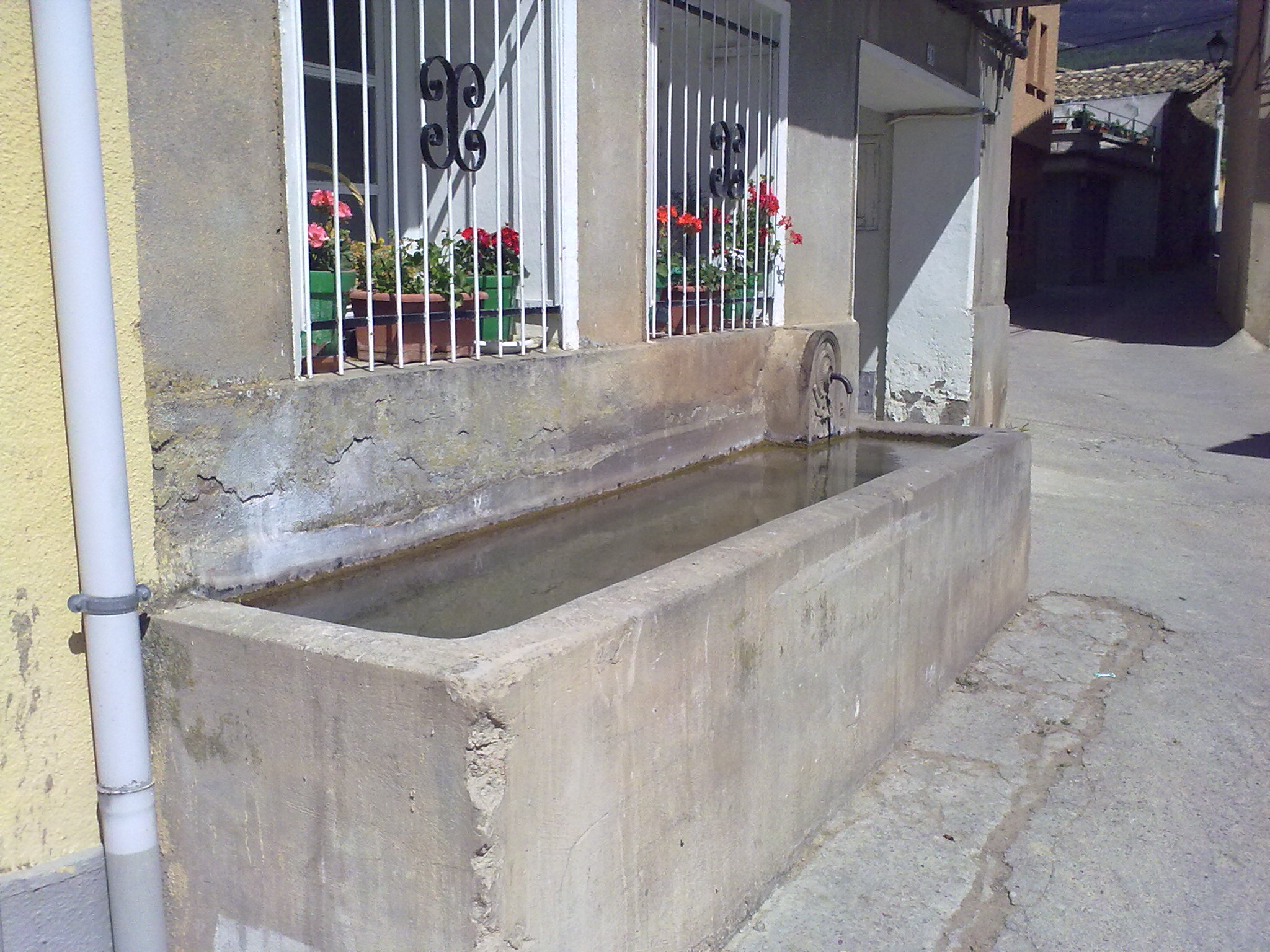
Loarre 7 Une fontaine.
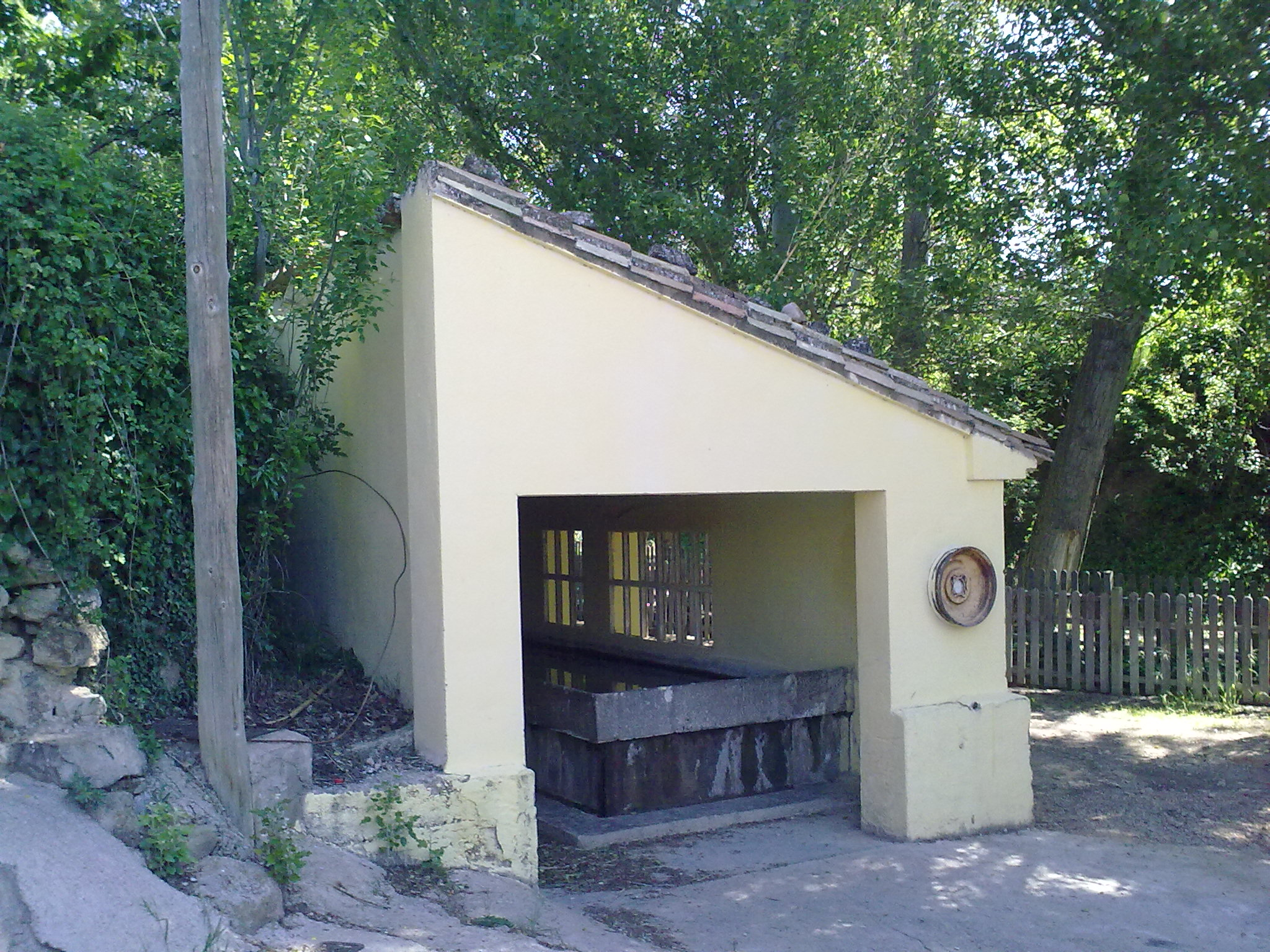
Loarre 8 Le lavoir.
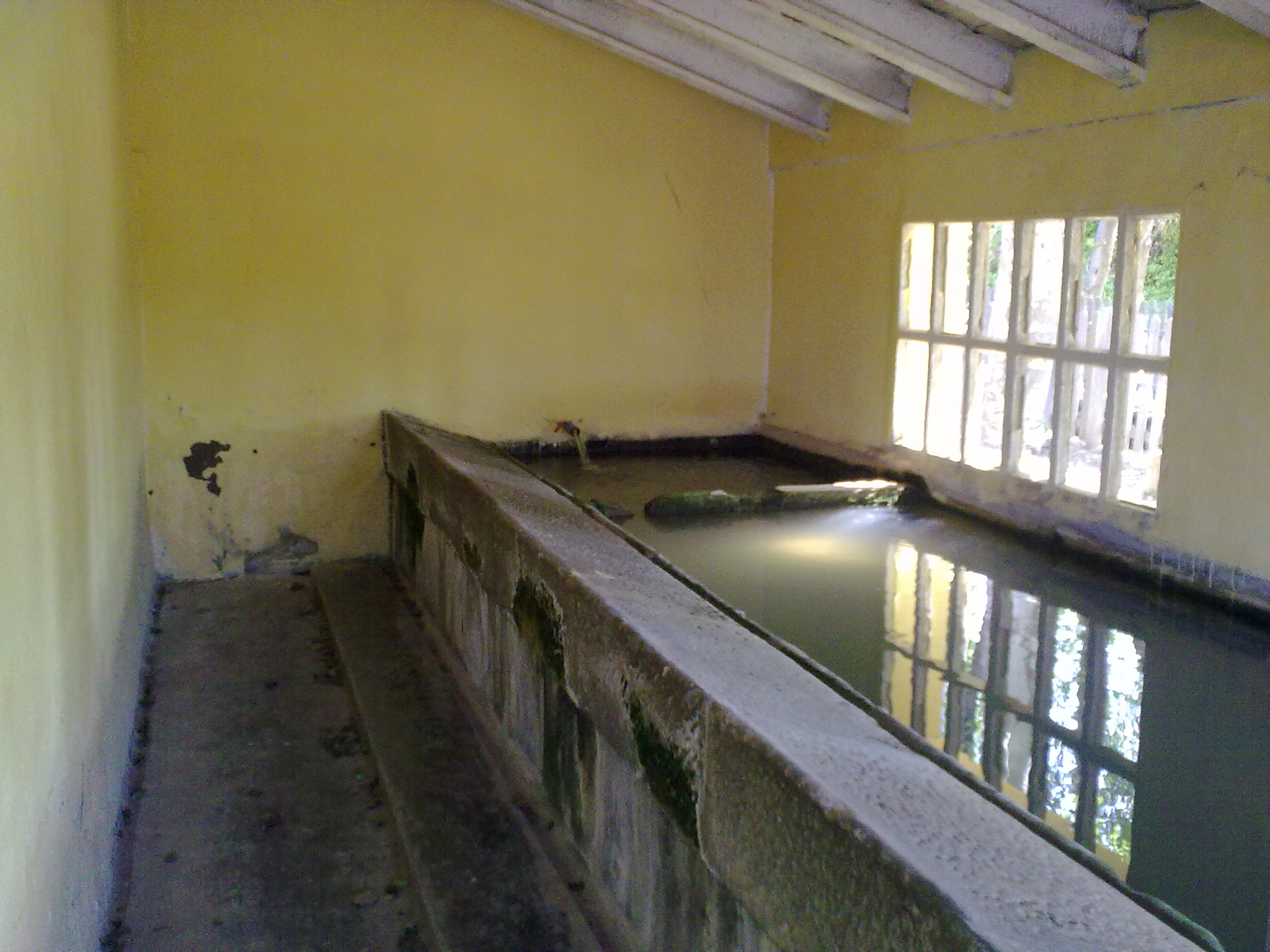
Loarre 9 Le lavoir.
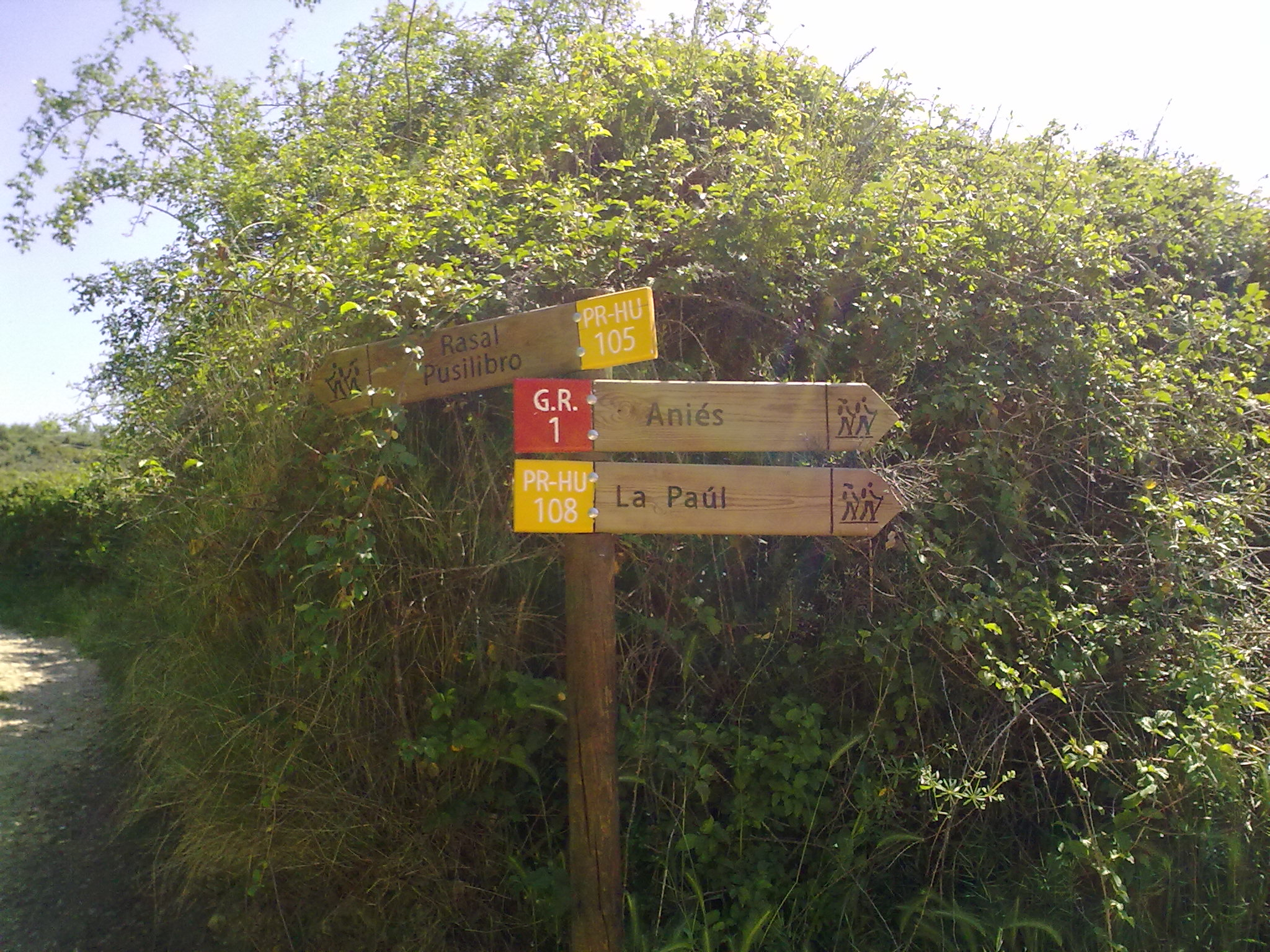
Loarre 11 Randonnées.
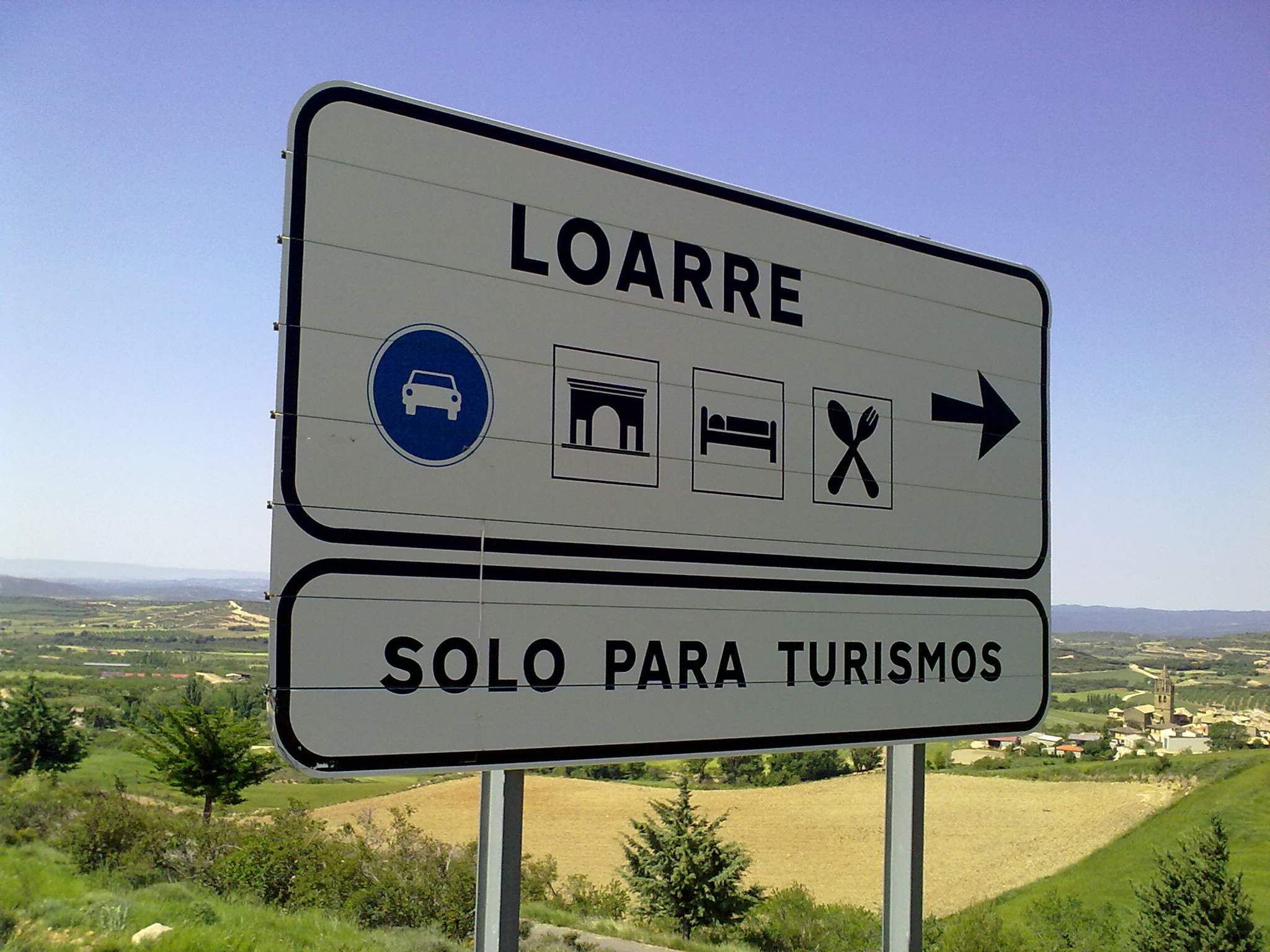
Loarre 13 Panneau de signalisation.
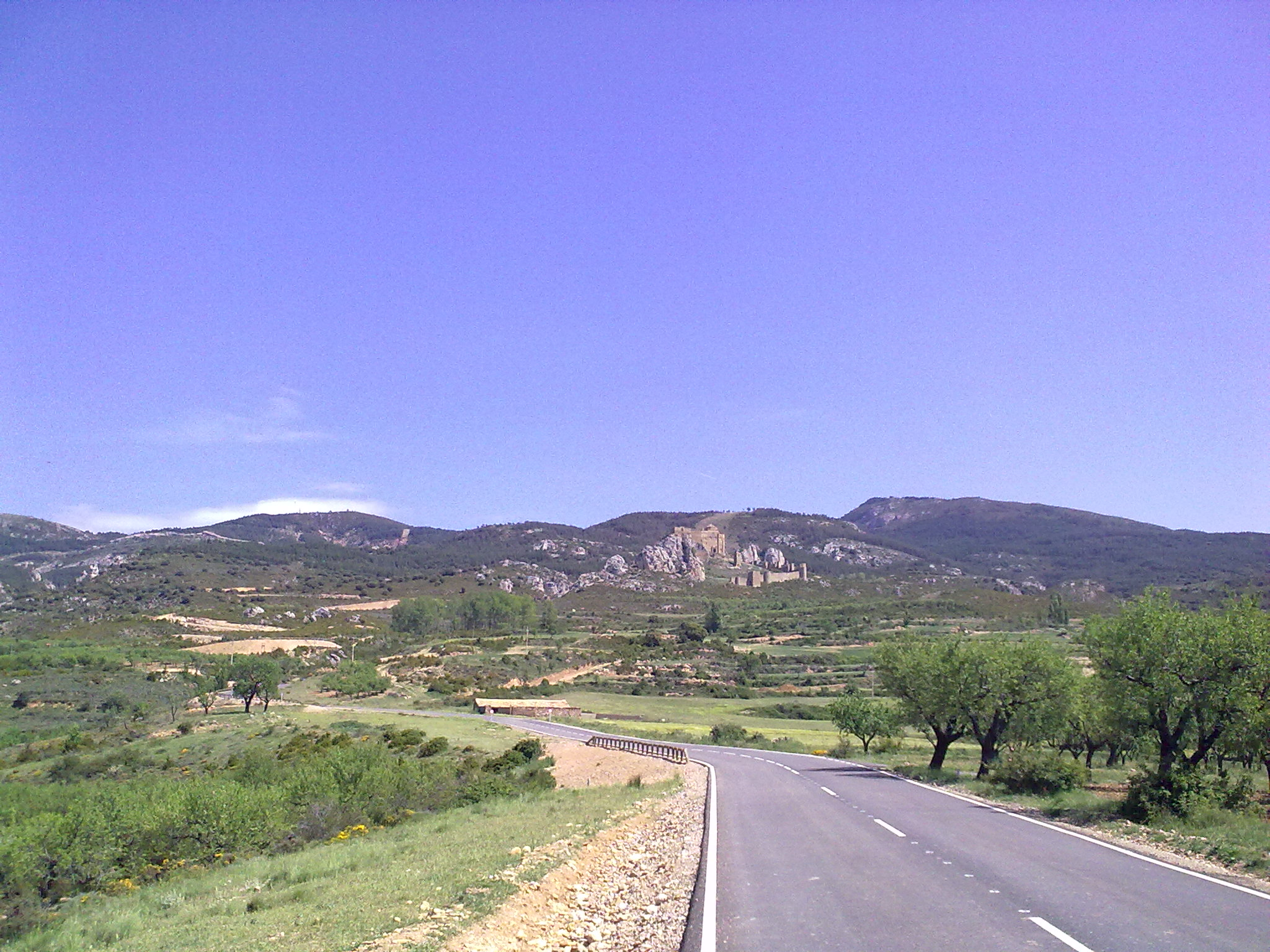
Loarre 14 La route qui mène au château.
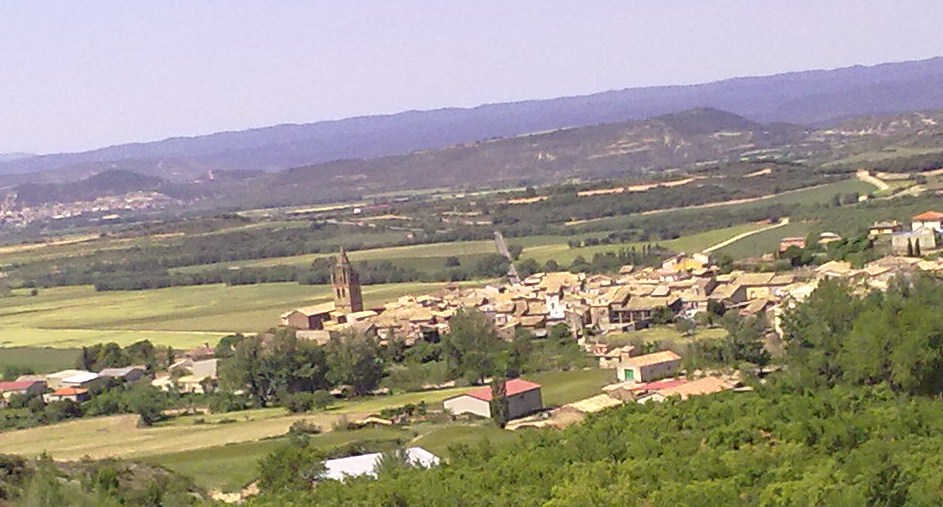
Loarre 15 Le village vu depuis la route qui mène au château.
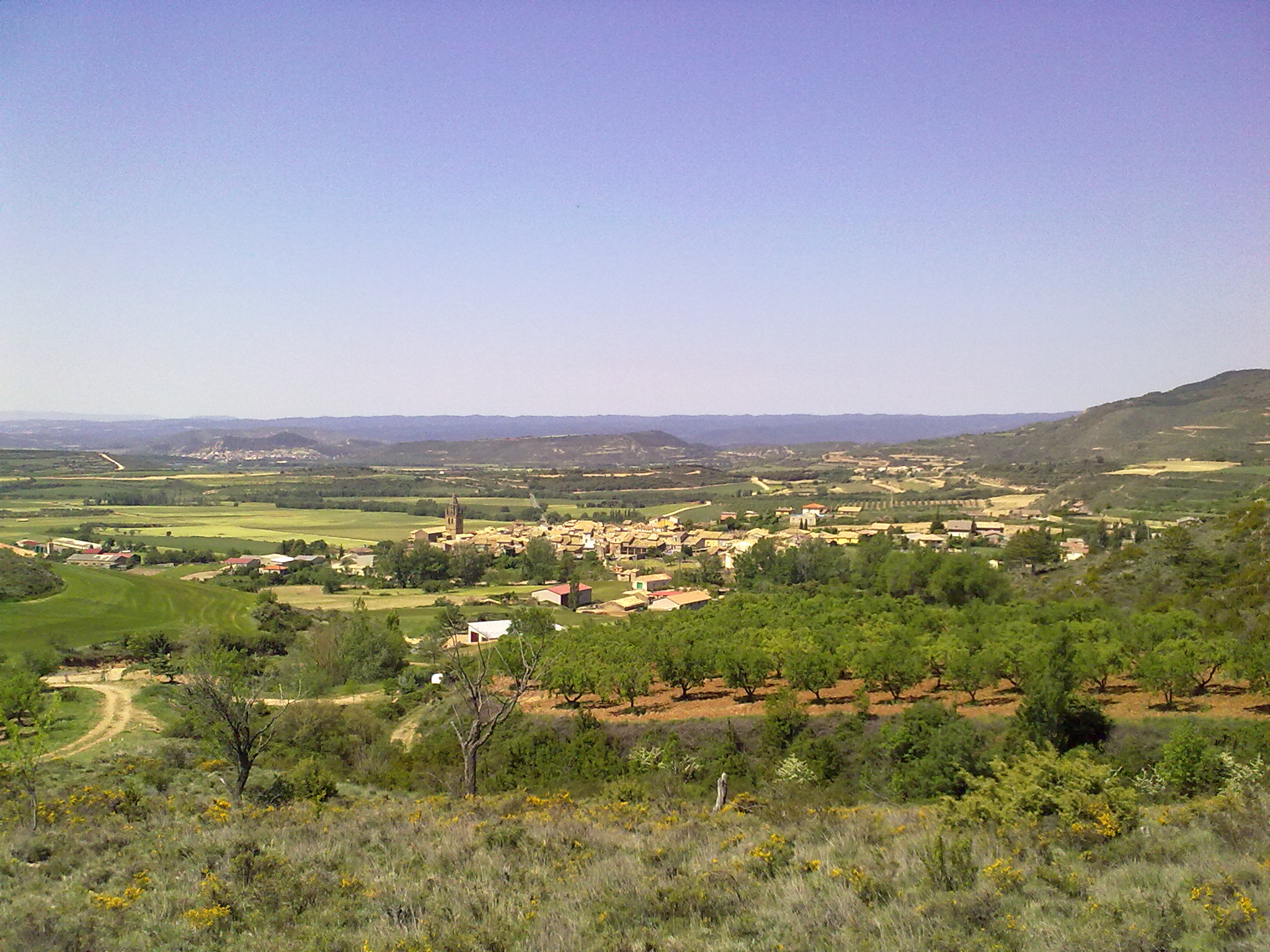
Loarre 15 Vue de haut depuis la route du château.